# Travnik (kommun)
Kommunen Travnik (bosniska: Općina Travnik, kyrillisk skrift: Општина Травник) är en kommun i kantonen Centrala Bosnien i centrala Bosnien och Hercegovina. Kommunen hade 53 482 invånare vid folkräkningen år 2013, på en yta av 539,38 km².
Av kommunens befolkning är 66,65 % bosniaker, 28,24 % kroater, 1,20 % serber, 1,00 % muslimer, 0,98 % bosnier och 0,39 % romer (2013).